# Embalse la Esmeralda
El Embalse la Esmeralda o Embalse de Chivor es un lago artificial creado para proporcionar potencial hidráulico a la Central hidroeléctrica de Chivor, ubicado en jurisdicción de los municipios de Macanal, Chivor y Almeida, de la región del Valle de Tenza en el departamento de Boyacá, en la República de Colombia.

## Historia
Los estudios hidrográficos, topográficos y geológicos se iniciaron en 1954 con el nombre de «Proyecto Gustavo», nombre colocado en homenaje al entonces presidente de la república, general Gustavo Rojas Pinilla. La primera etapa del proyecto se inició en 1969. En 1978, se comenzó la segunda etapa. Realizar el proyecto en su totalidad necesitó 30 años. 
Se proyectó una presa sobre el río Garagoa o Batá en el sitio conocido como La Esmeralda. La primera etapa, iniciada en 1969, la emprendió la empresa estatal de Interconexión Eléctrica (ISA), luego de adquirir un préstamo al Banco Mundial, habilitándose 6 años después. En 1978, dio inicio la segunda etapa, tras un segundo préstamo del Banco, que involucró el desvío del cauce de dos pequeños ríos hacia el embalse. Al terminar la construcción en su totalidad ya habían trascurrido casi 30 años. Tras 20 años de operación, la central fue cedida al sector privado, en el contexto de la política estatal de privatización eléctrica.

## Características
El embalse tiene una elevación de 1200 m s. n. m., una superficie de 12,60 km² (1260 hectáreas), una profundidad máxima de 130 metros y un volumen de agua de 778 millones de metros cúbicos (hm³). Su longitud máxima es de 22,9 km, tiene un ancho máximo de 1 km y un perímetro de 58,8 km. Su afluente principal es el río Garagoa. La estructura de la presa tiene una altura de 237 m.

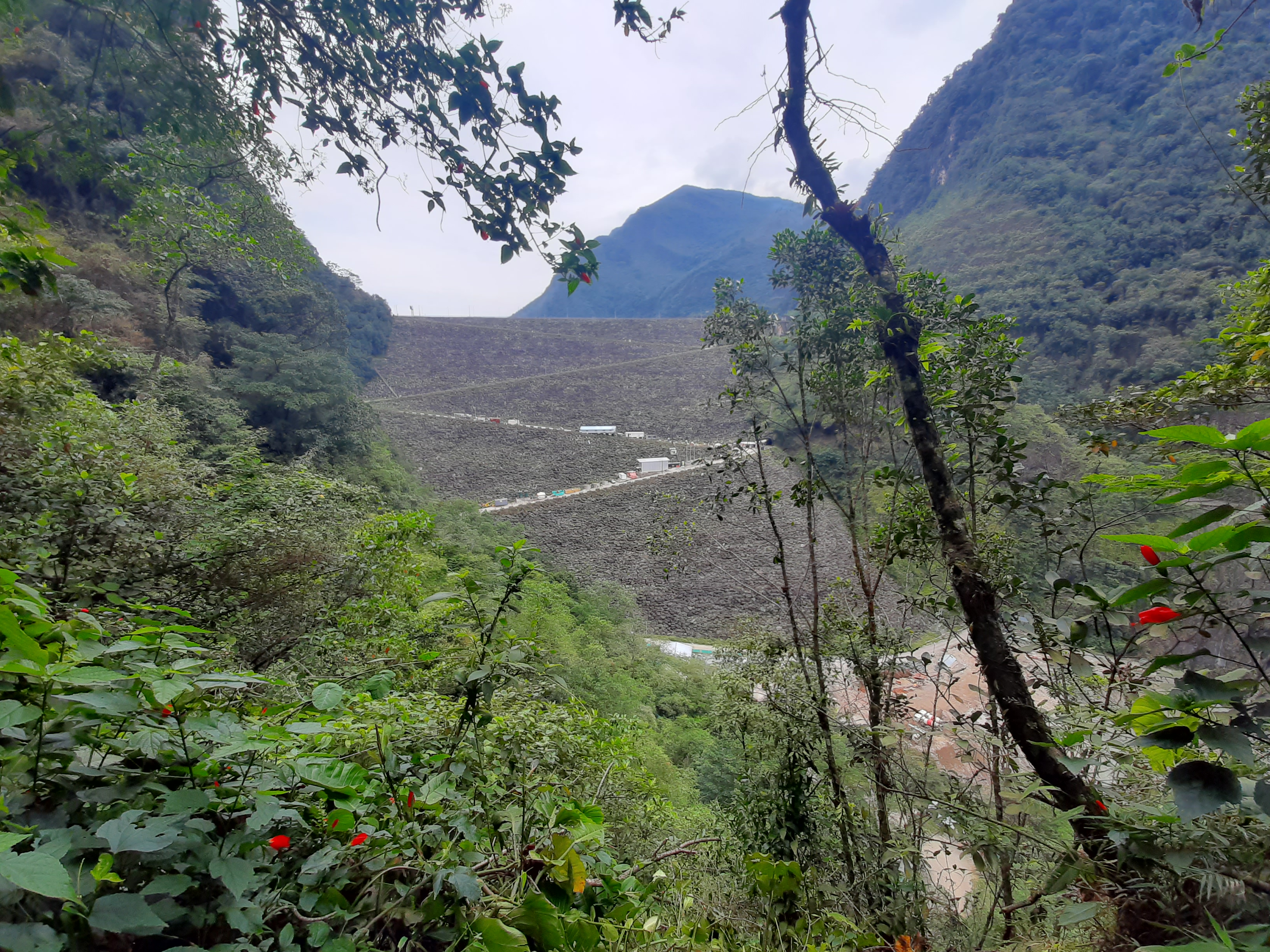
Presa sobre el río Garagoa o Batá que forma el Embalse La Esmeralda o Embalse de Chivor.

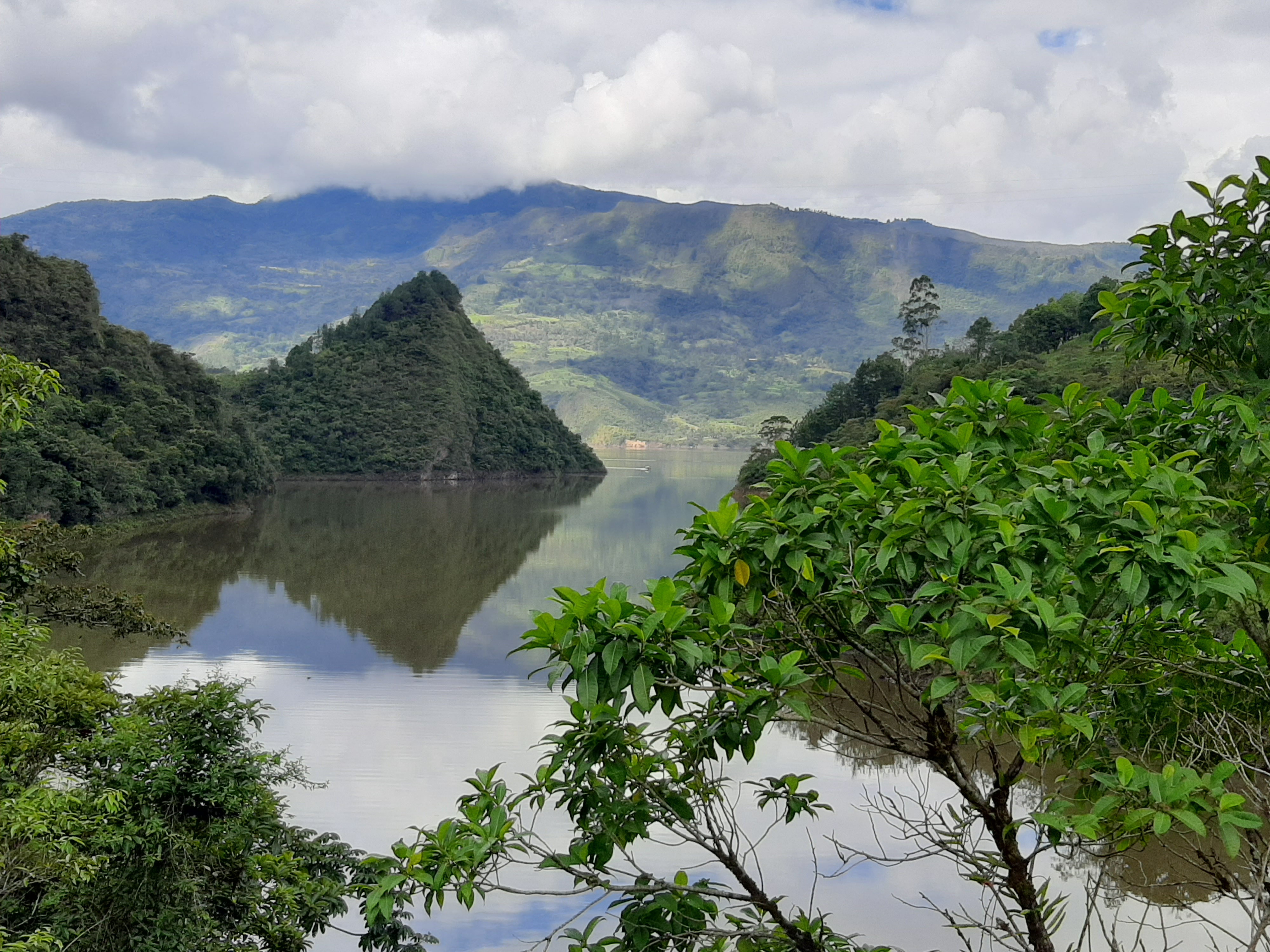
Embalse la Esmeralda desde el sector de Quebrada Honda.